# Niemisel
Niemisel är en småort i Råneå socken i Luleå kommun. 
Byn ligger vid Råne älv cirka 50 kilometer (fågelvägen) norr om Luleå. Byn som är mycket utspridd ligger på båda sidor om Råne älv med centrum vid Kvarnån där vägarna från Råneå, Boden, Morjärv och Gunnarsbyn möts. 
Råneälven passerar byn i norr i form av en fors för att sedan så småningom bilda det breda sjöliknande Niemiselet som genomflyter byn i söder.
Niemisel blev utsedd till Årets by i Luleå kommun 2005.

## Etymologi
Niemisel är en halv översättning av meänkielins Niemisuanto, vilket betyder 'udd sele'.

## Historia
Fornlämningar strax norr om byn bestående av boplatslämningar, fångst- och kokgropar visar att området var bebott redan för över 2000 år sedan, en tid då Bottenvikens kustlinje gick betydligt högre upp. Byns första gårdar uppfördes under 1500-talet och sedan växte byn befolkningsmässigt fram till 1950-talet. 
Järnvägsförbindelse fick Niemisel år 1903 då sedermera Gustaf V invigde byns järnvägsstation. Haparandabanans persontrafik avtog under 1970- och 1980-talet, för att helt läggas ned 1992. År 1999 ville Statens järnvägar riva stationshuset, men det klarade sig från rivning då. Stationshuset revs sedan (se bild till höger) till många bybors protester 2018.
Som mest fanns fem matvaruaffärer, järnaffär, manufakturaffär, två kaféer, bageri, tandläkare, post, järnvägsstation, enhetsskola med alla stadier och cirka 250 elever, tre taxiföretag och goda bussförbindelser till Luleå, Boden och Kalix.
Sedan dess delar byn den utveckling som skett i många små och medelstora byar i Norrbotten de senaste 50 åren, med utflyttning och gradvis utarmning av service och arbetstillfällen.

### Befolkningsutveckling
| Befolkningsutvecklingen i Niemisel 1975–2015                  | Befolkningsutvecklingen i Niemisel 1975–2015 | Befolkningsutvecklingen i Niemisel 1975–2015 | Befolkningsutvecklingen i Niemisel 1975–2015 | Befolkningsutvecklingen i Niemisel 1975–2015 |
| ------------------------------------------------------------- | -------------------------------------------- | -------------------------------------------- | -------------------------------------------- | -------------------------------------------- |
|                                                               |                                              |                                              |                                              |                                              |
| År                                                            |                                              |                                              | Folkmängd                                    | Areal (ha)                                   |
| 1975                                                          | 1975                                         |                                              | 212                                          |                                              |
| 1980                                                          | 1980                                         |                                              | 224                                          |                                              |
| 1990                                                          | 1990                                         |                                              | 128                                          | 21#                                          |
| 1995                                                          | 1995                                         |                                              | 121                                          | 36#                                          |
| 2000                                                          | 2000                                         |                                              | 117                                          | 35#                                          |
| 2005                                                          | 2005                                         |                                              | 106                                          | 35#                                          |
| 2010                                                          | 2010                                         |                                              | 106                                          | 36#                                          |
| 2015                                                          | 2015                                         |                                              | 93                                           | 25#                                          |
| Anm.: Ny tätort 1975. Upphörde som tätort 1990. # Som småort. |                                              |                                              |                                              |                                              |

Vid folkräkningen den 31 december  1890 bodde det 332 personer i Niemisel.

## Samhället
I byn finns daghem, förskola och lanthandel.

## Kommunikationer
På järnvägen mellan Boden–Haparanda som passerar Niemisel och dess numera nedlagda järnvägsstation bedrivs godstrafik till och från Finland och Karlsborgsverken. Banan har genomgått en upprustning och är sedan 2011 elektrifierad. Banan är försedd med trafikledningssystemet ERTMS istället för ATC som är överlägset vanligast i Sverige. Sedan april 2021 går det persontåg Boden–Haparanda, dock utan stopp i Niemisel.
Bussförbindelse finns med Boden och Råneå.

## Sevärdheter
Norr om byn finns berget Snipen med dess berömda klätterklippa, den så kallade MTV-väggen.
Sydväst om byn finns kalottberget Snöberget, ett 240 m högt berg med vidsträckta klapperstensfält samt en orörd urskog som uppläts till naturreservat år 2004.

## I skönlitteratur
I boken Operation Garbo (del 3) sätter Sovjetunionen in kärnvapen mot svenska förband runt Niemisel.